# Marguerite Nyagahura
 (avril 2023).
Margaret Nyagahura est une femme politique rwandaise. 
Elle a été sénatrice au parlement du Rwanda,,,, nommée par Paul Kagame. 